# Виллар-де-Ланс
Виллар-де-Ланс (иногда ошибочно называют «Виллар-де-Лан», фр. Villard-de-Lans) — коммуна во Франции, находится в регионе Овернь — Рона — Альпы. Департамент коммуны — Изер. Входит в состав кантона Фонтен-Веркор. Округ коммуны — Гренобль.. Географически расположена в горном массиве Веркор.
Код INSEE коммуны — 38548. Население коммуны на 2012 год составляло 4051 человек. Населённый пункт находится на высоте от 720 до 2 286 метров над уровнем моря. Муниципалитет расположен на расстоянии около 490 км юго-восточнее Парижа, 95 км юго-восточнее Лиона, 19 км юго-западнее Гренобля. Мэр коммуны — Шанталь Карлиоз, мандат действует на протяжении 2014—2020 гг.
Динамика населения (INSEE):